# Manuel Gómez-Moreno González
Pour les articles homonymes, voir Gómez.
Manuel Gómez-Moreno González (1834-1918) est un peintre et professeur espagnol ainsi qu'un archéologue amateur. Il est le père de Manuel Gómez-Moreno.  

## Biographie
Né dans une famille libérale de Grenade (Espagne), son père est propriétaire d'une librairie. 
Après avoir découvert qu'il possède un certain talent pour l'art, il s'inscrit à l'Académie royale des beaux-arts Saint-Ferdinand. Il est par la suite transféré à l'Académie royale des beaux-arts Saint-Ferdinand de Madrid, où il étudie sous la direction de Federico de  Madrazo, Antonio María Esquivel et Juan Antonio de Ribera de 1857 à 1860.
En 1867, González devient professeur de dessin au Lycée San Bartolomé y Santiago (es). Il enseigne également à l'École des arts et métiers de l'Hospice de San José et, jusqu'en 1888, à l'Académie royale des beaux-arts de Notre Dame des Angustias (es).

## Œuvre

Œuvres de Manuel Gómez-Moreno González
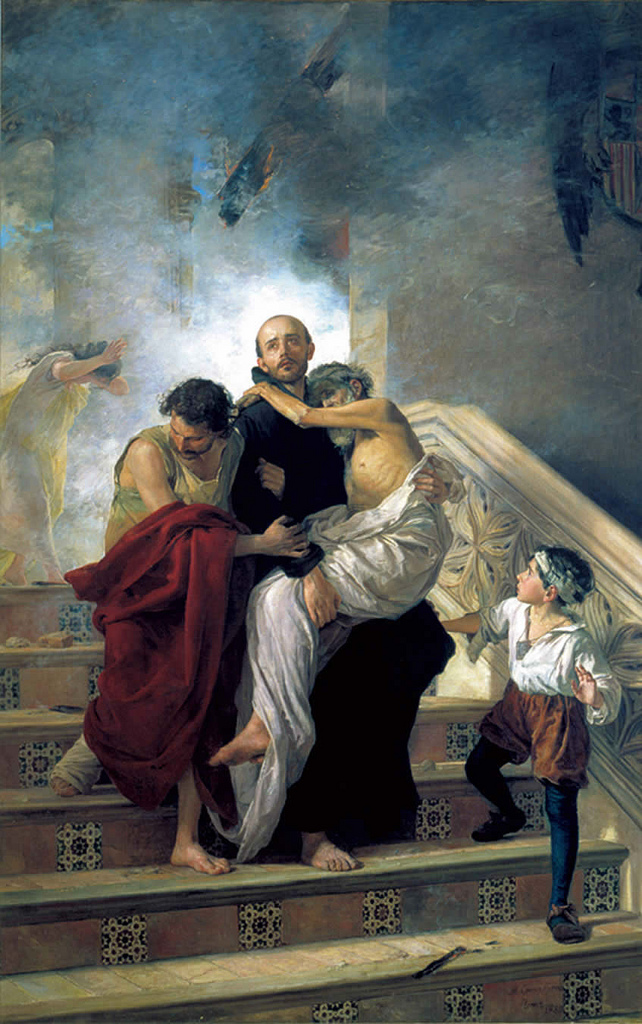
Saint Jean de Dieu sauvant les malades de l'incendie de l'hôpital royal (1880).
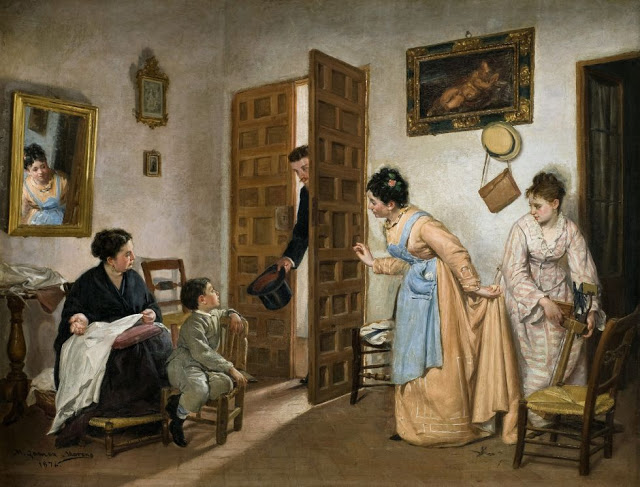
La Visite Impromptue (1875).
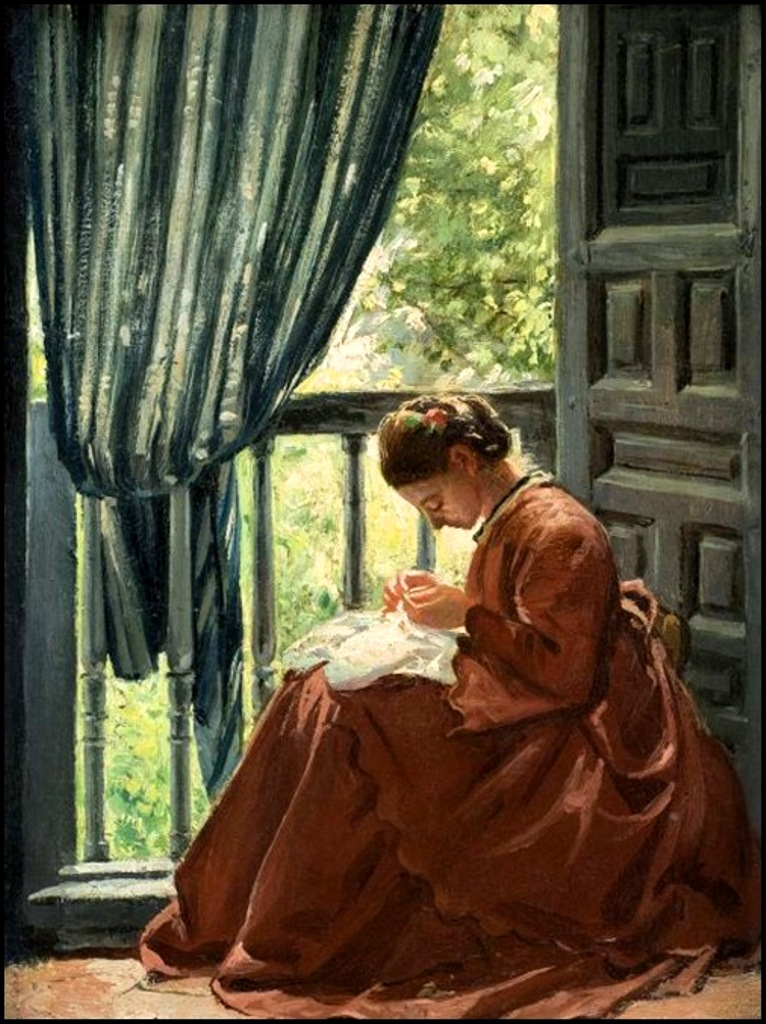
Adela, la couturière (1873).